# روبرتو برگماسکی (بازیکن فوتبال)
روبرتو برگماسکی (انگلیسی: Roberto Bergamaschi؛ زادهٔ ۷ سپتامبر ۱۹۶۰) بازیکن فوتبال اهل ایتالیا است.
از باشگاه‌هایی که در آن بازی کرده‌است می‌توان به باشگاه فوتبال اینتر میلان، باشگاه فوتبال اسپتزیا، باشگاه فوتبال برشا، باشگاه فوتبال کالیاری، باشگاه فوتبال رجانا، باشگاه فوتبال پیزا، و باشگاه فوتبال جنوآ اشاره کرد.